# Ульяновка (Калиновский сельсовет)
Ульяновка (укр. Ульяновка) — бывшее село в Ивановском районе Одесской области Украины. Село было подчинено Калиновскому сельсовету.

## История
По состоянию на 1964 год население — 68 человек. Было включено в состав села Калиновка.

## География
Сейчас является южной частью села Калиновка. Было расположено на реке Кошкова — юго-восточнее села Калиновка. На северо-восточной окраине расположено кладбище.  